# Chevy (banda)
Chevy é uma banda que nasceu em 1979 na cidade de Coventry na Inglaterra. Uma banda de características únicas na NWOBHM que construiu conceitos modernos no rock and roll, numa mistura de hard rock, 70's, folk, country e heavy metal. Fizeram uma curta tunê com o Hawkwind
e encerraram as atividades em 1983.

## Integrantes
- Martin Cure - Vocal e Guitarra
- Andy Chaplin - Bateria
- Paul Shanahan - Guitarra
- Steve Walwyn - Guitarra
- Bob Poole - Baixo

## Discografia

### Álbuns
- The Taker - 1980

### Singles
- "Too much loving" - 1980
- "Just Another Day" - 1981
- "The Taker" - 1981